# 12294 Avogadro
12294 Avogadro è un asteroide della fascia principale. Scoperto nel 1991, presenta un'orbita caratterizzata da un semiasse maggiore pari a 2,3710296 UA e da un'eccentricità di 0,1199450, inclinata di 1,97220° rispetto all'eclittica.
È stato chiamato così in onore del chimico italiano Amedeo Avogadro.